# Rakaŭ
Rakaŭ (belarusiska: Ракаў) är en agropolis i Belarus. Den ligger i Valozjyn rajon i voblasten Minsks voblast, i den centrala delen av landet, 30 km väster om huvudstaden Minsk. Rakaŭ ligger 212 meter över havet och antalet invånare är 6 300.

## Natur och klimat
Terrängen runt Rakaŭ är huvudsakligen platt. Rakaŭ ligger nere i en dal. Närmaste större samhälle är Zaslaŭje, 14,8 km öster om Rakaŭ.
I omgivningarna runt Rakaŭ växer i huvudsak blandskog. Runt Rakaŭ är det ganska tätbefolkat, med 120 invånare per kvadratkilometer.